# Centro cultural
Se designa centro cultural o establecimiento de cultura, y en ocasiones centro cultural para ancianos comunitarios, al lugar en una comunidad destinado a mantener actividades que promueven la cultura entre sus habitantes.
Algunos centros culturales tienen bibliotecas, talleres, cursos y otras actividades generalmente gratuitas o a precios accesibles para la comunidad. Este tipo de locales tienen una gran importancia para la preservación de la cultura local, sobre todo en comunidades rurales que carecen de teatros, cines o salas de conciertos. Aunque también en las grandes ciudades los centros culturales tienen importancia para mantener actividades culturales orientadas a grupos de todas las edades y estratos sociales.
Un centro cultural o institución similar puede estar ubicado en un edificio histórico de una ciudad, como en el caso de la Casa de la Cultura de Buenos Aires, en Argentina, o puede ser grande con exposiciones artísticas a nivel internacional como el Centro Cultural Universitario en Zapopan, México y el Centro Cultural Palacio de La Moneda en Santiago de Chile. También puede pertenecer a una red de asociaciones culturales en el país, como es el caso de Ecuador, donde varias Casas de la Cultura en diferentes ciudades pertenecen a la Casa de la Cultura Ecuatoriana. En algunas ocasiones, una casa de la cultura puede también estar albergada en edificios pequeños, sobre todo en poblaciones o comunidades de menor tamaño.